# Karátsonyifalva
Karátsonyifalva (románul: Ofsenița) falu Romániában, a Bánságban, Temes megyében.

## Fekvése
Dettától északnyugatra fekvő település.

## Története
Karátsonyifalva nevét 1828-ban említette először oklevél Ofszenicza néven.
A török hódoltság alatt sem néptelenedett el. Az 1717. évi összeíráskor a csákovai kerületben Obseniza néven 30 lakott házzal bíró helységként szerepelt, és Mercy térképén is a lakott helyek között volt, a csákovai kerületben.
A 19. század elején a Karátsonyi család birtokába került. 1838-ban Karátsonyi Lázár, a 20. század elején pedig gróf Karátsonyi Jenő és dr. Ferch József voltak nagyobb birtokosai.
1851-ben Fényes Elek írta a településről:
... német-rác falu, Torontál vármegyében, kies helyen: 952 katholikus, 2 evangélikus, 259 óhitű, 12 zsidó lakossal, katholikus parochiával templommal, 34 4/8 egész telekkel. Földesura Karácsonyi.

## Nevezetességek
Római katholikus temploma - 1878-ban épült.